# Hospitaalbroeders en -zusters
Oorspronkelijk was de Hospitalarius een geestelijke, die het armenhuis en het ziekenhuis in kloosters en kapittels bediende.
De term werd in de tijd van de Kruistochten een verzamelnaam voor de nieuwe geestelijke ridderorden, die zich bezighielden met de verzorging van pelgrims en zieken, waaronder de Duitse Orde en de Johannieter Orde. Omdat verschillende van deze orden niet uit ridders of monniken bestonden, maar uit lekenbroeders en -zusters die een eenvoudige gelofte hadden afgelegd, is hier voor de term hospitaalbroeders en -zusters gekozen.